# Юстін Салас
Юстін Салас (ісп. Youstin Salas, нар. 17 червня 1996, Гупілес) — костариканський футболіст, півзахисник клубу «Сапрісса».
Виступав, зокрема, за клуб «Сантос» (Гуапілес), а також національну збірну Коста-Рики.

## Клубна кар'єра
Народився 17 червня 1996 року в місті Гупілес. Вихованець футбольної школи клубу «Сантос де Гвапілес».
У дорослому футболі дебютував 2014 року виступами за команду «Сантос» (Гуапілес), у якій провів чотири сезони, взявши участь у 41 матчі чемпіонату. 
Згодом з 2018 по 2022 рік грав у складі команд «Ередіано», «Універсидад де Коста-Рика» та «Мунісіпаль Гресія».
До складу клубу «Сапрісса» приєднався 2022 року. Станом на 11 листопада 2022 року відіграв за команду з костариканської столиці 15 матчів в національному чемпіонаті.

## Виступи за збірну
У 2021 році дебютував в офіційних матчах у складі національної збірної Коста-Рики.
У складі збірної був учасником чемпіонату світу 2022 року у Катарі.
| Дата       | Місто    | Господарі  | Результат | Гості      | Турнір            | Голи | Примітки |
| ---------- | -------- | ---------- | --------- | ---------- | ----------------- | ---- | -------- |
| 12-11-2021 | Едмонтон | Канада     | 1 – 0     | Коста-Рика | Відбір до ЧС 2022 | -    | 64'      |
| 30-1-2022  | Мехіко   | Мексика    | 0 – 0     | Коста-Рика | Відбір до ЧС 2022 | -    |          |
| 22-2-2022  | Кінгстон | Ямайка     | 0 – 1     | Коста-Рика | Відбір до ЧС 2022 | -    | 75'      |
| 10-11-2022 | Сан-Хосе | Коста-Рика | 2 – 0     | Нігерія    | товариський матч  | -    | 77'      |
| Усього     |          | Матчів     | 4         |            | Голів             | 0    |          |